# Boyster
Boyster ist eine französische Zeichentrickserie, die von Je Suis Bien Content produziert wird. Die Titelfigur Boyster ist halb Mensch und halb Auster. Der Name Boyster wurde aus den Wörtern Boy und Oyster (englisch für Junge und Auster) zusammengesetzt. Ihre Premiere feierte die Serie am 16. Juni 2014 auf dem US-Kabelsender Disney XD. Die deutschsprachige Erstausstrahlung erfolgte vom 2. Februar 2015 bis zum 25. Dezember 2015 auf dem Bezahlfernsehsender Disney XD.

## Handlung
Boyster, welcher durch eine giftige Substanz geboren wurde, ist halb Junge, halb Auster und wurde von menschlichen Eltern adoptiert. Er ist wie jeder andere junge, mit dem Unterschied, dass er sich wie Kaugummi dehnen kann, dass er aus seinen Achselhöhlen Funken schießen kann, dass er Wasserströme kontrollieren kann und Perlen ausspuckt, wenn er Calcium isst. Boyster hat zudem noch einen Zwillingsbruder namens Shelby, der eine riesige sprechende Muschel ist und darüber hinaus auch fliegen kann. Boyster liebt sein Leben als Mutant die meiste Zeit, hat es aber nicht immer leicht. Dennoch erlebt Boyster mit seinem Zwillingsbruder Shelby und seinem besten Freund Rafik viele Abenteuer.

## Synchronisation
Die deutsche Synchronisation entsteht unter dem Dialogbuch und der Dialogregie von Patrick Baehr durch die Synchronfirma SDI Media Germany GmbH in Berlin.
| Rolle     | Originalsprecher | Deutscher Sprecher         |
| --------- | ---------------- | -------------------------- |
| Boyster   | Akie Kotabe      | Sebastian Kluckert         |
| Rafik     | Rasmus Hardiker  | Christian Zeiger           |
| Shelby    | Matthew Forbes   | Rainer Fritzsche           |
| Ozzy      |                  |                            |
| Alicia    |                  | Marie Christin Morgenstern |
| Mr. Pluss |                  |                            |
| Arthur    |                  | Dirk Stollberg             |

## Episodenliste
Die Erstausstrahlung der ersten Staffel erfolgte ab dem 16. Juni 2014 auf dem US-amerikanischen Sender Disney XD. Die deutschsprachige Erstausstrahlung begann am 2. Februar 2015 auf dem Bezahlfernsehsender Disney XD und endete am 25. Dezember 2015.
| Nr. (ges.) | Nr. (St.) | Deutscher Titel              | Originaltitel             | Erstausstrahlung USA | Deutschsprachige Erstausstrahlung (Disney XD) |
| ---------- | --------- | ---------------------------- | ------------------------- | -------------------- | --------------------------------------------- |
| 1          | 1         | Der Weichtier-Held           | Supermollusk              | 16. Juni 2014        | 2. Feb. 2015                                  |
| 2          | 2         | Die Halskette                | The Necklace              | 16. Juni 2014        | 3. Feb. 2015                                  |
| 3          | 3         | Mission: Mathetest           | Teachinator               | 17. Juni 2014        | 4. Feb. 2015                                  |
| 4          | 4         | Vom anderen Stern            | The Alien                 | 17. Juni 2014        | 5. Feb. 2015                                  |
| 5          | 5         | Shelby, der Kunstliebhaber   | Shelby, the Art Lover     | 23. Juni 2014        | 6. Feb. 2015                                  |
| 6          | 6         | Affentheater                 | Skeleton                  | 23. Juni 2014        | 9. Feb. 2015                                  |
| 7          | 7         | Ein komischer Freund         | A Strange New Friend      | 30. Juni 2014        | 10. Feb. 2015                                 |
| 8          | 8         | Muschelprotz                 | Muscle Boy                | 30. Juni 2014        | 11. Feb. 2015                                 |
| 9          | 9         | Es funkt!                    | Love at First Sight       | 22. Sep. 2014        | 12. Feb. 2015                                 |
| 10         | 10        | Ein fischiger Freund         | Go Fish!                  | 22. Sep. 2014        | 13. Feb. 2015                                 |
| 11         | 11        | Quizshow-Fieber              | Quiz Show No No           | 29. Sep. 2014        | 16. Feb. 2015                                 |
| 12         | 12        | Die Lachnummer               | Fish Humor                | 29. Sep. 2014        | 17. Feb. 2015                                 |
| 13         | 13        | Eine helfende Hand           | A Third Arm               | 8. Okt. 2014         | 18. Feb. 2015                                 |
| 14         | 14        | Spielschulden                | Marble Mischief!          | 8. Okt. 2014         | 23. Feb. 2015                                 |
| 15         | 15        | Haarige Angelegenheit        | Puffed Up                 | 16. Okt. 2014        | 20. Feb. 2015                                 |
| 16         | 16        | Wasser marsch!               | Pool Party!               | 16. Okt. 2014        | 19. Feb. 2015                                 |
| 17         | 17        | Rettung für Gilly            | Free Gilly                | 10. Nov. 2014        | 13. Juli 2015                                 |
| 18         | 18        | Das Studio Inferno           | The Studio Inferno        | 10. Nov. 2014        | 13. Juli 2015                                 |
| 19         | 19        | Boyster wird Girlster        | Girlster                  | 17. Nov. 2014        | 14. Juli 2015                                 |
| 20         | 20        | Die Kratz-Katze              | Video Star Vanilla        | 17. Nov. 2014        | 14. Juli 2015                                 |
| 21         | 21        | Shelbys Verehrer             | Wings of Love             | 18. Mai 2015         | 15. Juli 2015                                 |
| 22         | 22        | Neuer Nachbar, neue Sorgen   | Blackmailed!              | 18. Mai 2015         | 15. Juli 2015                                 |
| 23         | 23        | Von Helfern und Helden       | Local Hero                | 19. Mai 2015         | 16. Juli 2015                                 |
| 24         | 24        | Volle Kraft voraus!          | Full Speed Ahead          | 19. Mai 2015         | 16. Juli 2015                                 |
| 25         | 25        | Abenteuer Wildnis            | Three Hours of the Condor | 20. Mai 2015         | 17. Juli 2015                                 |
| 26         | 26        | Austernpocken                | Boyster Pox               | 20. Mai 2015         | 17. Juli 2015                                 |
| 27         | 27        | Alt und grau                 | The Stache                | 21. Mai 2015         | 20. Juli 2015                                 |
| 28         | 28        | Umzug, nein danke!           | Bust a Move               | 21. Mai 2015         | 20. Juli 2015                                 |
| 29         | 29        | Das Meisterwerk              | Sneezy Art                | 26. Mai 2015         | 1. Apr. 2015                                  |
| 30         | 30        | Der Nachwuchsmagier          | Magic Rafik               | 26. Mai 2015         | 21. Juli 2015                                 |
| 31         | 31        | Super-starker Fernsehempfang | Wavester                  | 27. Mai 2015         | 22. Juli 2015                                 |
| 32         | 32        | Festgeklebt                  | Hand in Sticky Hand       | 27. Mai 2015         | 22. Juli 2015                                 |
| 33         | 33        | Diebische Hilfe              | It Takes a Thief          | 28. Mai 2015         | 23. Juli 2015                                 |
| 34         | 34        | Laborkittel-Party            | Lab Coat Party            | 28. Mai 2015         | 23. Juli 2015                                 |
| 35         | 35        | Reingefallen                 | Pranks a Lot              | 1. Apr. 2015         |                                               |
| 36         | 36        | Der furchtlose Draufgänger   | Tough Hombre              | 8. Juli 2015         |                                               |
| 37         | 37        | Alles Ozzys                  | MultiplOzzyty             | 31. Okt. 2015        |                                               |
| 38         | 38        | Alicias Spukhaus             | Crustacean Invasion       | 31. Okt. 2015        |                                               |
| 39         | 39        | Shelby, Shelby, Superstar!   | He’s Got Legs             | 14. Dez. 2015        |                                               |
| 40         | 40        | Die Weihnachtsauster         | Boyster Claus             | 25. Dez. 2015        |                                               |
| 41         | 41        | Schneemageddon               | Snow Daze                 | 25. Dez. 2015        |                                               |
| 42         | 42        | Perlen vor die Säue          | Pearls Before Swine       | 27. Juli 2015        |                                               |
| 43         | 43        | Immer sauber bleiben!        | It’s Not Easy Being Clean | 24. Juli 2015        |                                               |
| 44         | 44        | Das verlorene Glück          | Superstition              | 15. Dez. 2015        |                                               |
| 45         | 45        | Die Gehirnwäsche             | A Very Special Advisor    | 15. Dez. 2015        |                                               |
| 46         | 46        | Die Kuchen-Königin           | Kitchen Nightmare         | 24. Juli 2015        |                                               |
| 47         | 47        | Die Meeresmutanten Teil 1    | Homecoming (Part 1)       | 16. Dez. 2015        |                                               |
| 48         | 48        | Die Meeresmutanten Teil 2    | Homecoming (Part 2)       | 16. Dez. 2015        |                                               |
| 49         | 49        | Shelby Holmes                | Shelby Holmes             | 27. Juli 2015        |                                               |
| 50         | 50        | Boyster-Klon                 | Boyster Clone             | 17. Dez. 2015        |                                               |
| 51         | 51        | Shelbys Suchtproblem         | Now You See It            | 17. Dez. 2015        |                                               |
| 52         | 52        | Austern-Allergie             | Rasch Decision            | 17. Dez. 2015        |                                               |